# إبراهيم بن جبريل
إبراهيم بن جبريل بن محمد بن إسماعيل القرشي من بني تيم الأدرم. قائد عسكري من قادات الدولة العباسية قاد معارك عديدة مثل معركة كراسوس ضد الروم وعندما ثارت الخوارج في مدن الروم حديثة الفتح اخمد تلك الثورات وقتل بعض قواده بينما هرب غالبيتهم